# کوکوکو: لحظه به لحظه
کُوکُوکو: لحظه به لحظه (به ژاپنی: 刻刻 Kokkoku) یک مجموعه مانگا درام معمایی ژاپنی است که توسط سئیتا هوریو نوشته و مصورسازی شده‌است. این سری برای نخستین بار توسط انتشارات کودانشا از ۲۱ اوت ۲۰۰۹، تا ۲۳ اکتبر ۲۰۱۳ به تعداد ۸ تانکوبون در مجلهٔ مورنینگ تو انتشار یافت. داستان مانگا دربارهٔ زنی جوان به نام جوری یوکاوا است که هنگام آدم‌ربایی برادر و برادرزاده‌اش، متوجه می‌شود که پدربزرگش توسط یک سنگ اسرارآمیز می‌تواند زمان را متوقف کند و در آن آزادانه به حرکت بپردازد.
بر پایه نسخه مانگا، یک مجموعه تلویزیونی انیمه ۱۲ قسمتی نیز توسط استودیو جنو و به کارگردانی یوشیمیتسو اوهاشی دستمایه اقتباس قرار گرفت که پخش آن از ۷ ژانویه، تا ۲۵ مارس ۲۰۱۸ در شبکه توکیو ام‌ایکس ادامه داشت.